# Betriebliches Gesundheitsmanagement
Betriebliches Gesundheitsmanagement (BGM) ist die Gestaltung, Lenkung und Entwicklung betrieblicher Strukturen und Prozesse, um Arbeit, Organisation und Verhalten am Arbeitsplatz gesundheitsförderlich zu gestalten. Sie sollen den Beschäftigten und dem Unternehmen gleichermaßen zugutekommen.

## Ziele
Ziel des BGM ist, die Belastungen der Beschäftigten zu optimieren und die persönlichen Ressourcen zu stärken. Durch gute Arbeitsbedingungen und Lebensqualität am Arbeitsplatz wird auf der einen Seite die Gesundheit und Motivation nachhaltig gefördert und auf der anderen Seite die Produktivität, Produkt- und Dienstleistungsqualität und Innovationsfähigkeit eines Unternehmens erhöht. Hier entsteht für Arbeitgeber und Arbeitnehmer eine Win-Win-Situation, außerdem wird das Unternehmensimage als guter Arbeitgeber im Sinne von Corporate Social Responsibility verbessert. Letzteres ist angesichts der demografischen Entwicklung und dem damit verbundenen Konkurrenzkampf um qualifizierte Nachwuchskräfte nicht zu unterschätzen. Zu den Handlungsfeldern des BGM gehören präventive Bereiche wie der Arbeitsschutz, die Suchtprävention, die Betriebliche Gesundheitsförderung (BGF), die Personal- und die Organisationsentwicklung. Korrektive Handlungsfelder sind beispielsweise das Notfall- und Krisenmanagement und das Fehlzeitenmanagement. Weitere Bausteine des BGM stellen das Betriebliche Eingliederungsmanagement (BEM) und die medizinischen Leistungen zur Prävention nach § 14 SGB VI dar.
Die Idee des Betrieblichen Gesundheitsmanagements geht zum einen auf die Ottawa-Charta von 1986 zurück, die als Ziel die Befähigung der Bevölkerung zu einem selbstbestimmten Umgang mit Gesundheit sowie die gesundheitsförderliche Gestaltung der Lebenswelt und der Gesundheitsdienste formuliert. Zum anderen wurzelt sie im betrieblichen Arbeitsschutz, der auf eine lange Tradition zurückblicken kann, im Rahmen europäischer Gesetzesinitiativen in den letzten Jahren gestärkt wurde und über eine weit fortgeschrittene Professionalisierung und Institutionalisierung verfügt. Ein ganzheitlicher BGM-Ansatz sollte über den seit 1996 vorgeschriebenen ganzheitlichen Arbeitsschutz hinaus auch betriebliche Gesundheitsförderung, Verbesserung der Führungskultur, Maßnahmen zur Vereinbarkeit von Privatleben und Beruf sowie Aufgaben der altersgerechten Arbeitsgestaltung berücksichtigen. Dabei liegt der Fokus nicht ausschließlich auf unternehmensinternen Maßnahmen. Vielmehr soll das Gesundheitsbewusstsein und die Eigenverantwortung der Beschäftigten gestärkt werden.

## Mitbestimmung
Im Bereich der Dienststellen und Betriebe des Bundes wurde das Mitbestimmungsrecht des Personalrats erheblich erweitert nach § 80 Abs. 1 Nr. 17 BPersVG Dabei kann der Personalrat die Arbeitszeiten sowie Pausen des Arbeitnehmers festlegen. Außerdem kann er das Arbeitszeitmodell festlegen. Hier kann der Personalrat eine flexible Arbeitszeit und andere Modelle vorgeben. Weitere erweiterte Mitbestimmungsbefugnisse liegen der betrieblichen und persönlichen Sphäre des Arbeitnehmers.

## Analyse
Die wichtigsten Analyse-Instrumente sind die Gefährdungsbeurteilung (Arbeitsschutz, psychische und physische Belastungen), explorative Analysen, Fehlzeiten-Analysen, Krankenkassenberichte, biometrische Daten, Gesundheitszirkel, Workshops zur strategischen sowie operativen Zielfindung und Mitarbeiter-Befragungen. Durch die Kombination verschiedener Analysemethoden und sukzessiver Befundverdichtung können Handlungsbedarfe und Problemfelder im Betrieb ermittelt und Maßnahmen festgelegt werden.

## Bestandsaufnahme
Wichtig für ein Betriebliches Gesundheitsmanagement ist auch eine Bestandsaufnahme. Diese dient dazu eine Übersicht aller bereits im Unternehmen bestehenden Maßnahmen und Prozesse zu erstellen. Dies können z. B. sein:
- flexible Arbeitszeitmodelle (Gleitzeit, Arbeitszeitkonten, Sabbaticals),
- Human Resources (HR) Maßnahmen zur Förderung der Selbstverantwortung zur Gesundheitsförderung,
- Gesundheit als Thema im Unternehmensleitbild,
- ein Führungskräfte-Entwicklungsprogramm,
- ein gutes Betriebsklima,
- Kurse für Rückenschule, Laufgruppen, ergonomische Schulungen,
- Arbeits- & Gesundheitsschutz,
- Bereitstellung von Getränken,
- eine gesunde Kantinenverpflegung,
- ein Betriebliches Eingliederungsmanagement.

Das Aufgreifen dieser bereits bestehenden Einzelmaßnahmen, das Strukturieren, das miteinander Vernetzen und das Kommunizieren der Vorgehensweise ist ein wesentlicher Bestandteil der Arbeit innerbetrieblicher Gesundheitsmanager.

## Zielsetzung in der BGM-Praxis
Für die Umsetzung konkreter gesundheitsfördernder Maßnahmen ist es wichtig sich an den Ergebnissen der BGM-Analyse zu orientieren und von diesen folgende Zielsetzungen abzuleiten:
1. Betrieblicher Handlungsbereich: Wo wollen/müssen die Verantwortlichen aktiv werden?
2. Gesundheitliche Handlungsbereiche: Auf welchen Gesundheitsebenen (körperliche, psychische, kognitive und/oder organisationale Ebene) wollen/müssen wir aktiv werden?
3. Konkrete Kennzahlen: Welche konkreten Kennzahlen aus unserer Eingangsanalyse wollen wir verbessern/stärken? Wie sollen die Kennzahlen aussehen? Ein kennzahlenbasiertes Zielbildungs- und Analysetool ist beispielsweise das MIAS-Konzept[3][8]
4. Messzeitpunkte: Bis wann sollen die Kennzahlen erreicht werden? Wann ist eine Evaluation der BGM-Maßnahmen durchzuführen?

## Strategie
In der Strategieentwicklungsphase sind Ziele, Handlungsfelder, zielführende Aktionen und Prozesse festzulegen. Mit der Spezifikation DIN SPEC 91020, das sich an der High Level Structure (HLS) orientiert, kann das betriebliche Gesundheitsmanagementsystem mit anderen Managementsystemen (Qualität, Umwelt, Energie und auch Arbeitsschutz wie die ISO 45001) in Einklang gebracht oder zusammengeführt werden.

## Umsetzung
Nach der Analyse- und der Strategie-Phase wird ein betriebliches Gesundheitsmanagement mit Hilfe eines Projektmanagements, in Schritten, in die betriebliche Organisation und die Managementsysteme integriert. Ausgewählte praktische Aktionen begleiten die Einführung. Wesentliche Elemente des betrieblichen Gesundheitsmanagements sind die Veränderung der Firmenkultur (Betriebliches Gesundheitsmanagement muss ein Firmenziel sein) und die Partizipation der Mitarbeiter und der Interessenvertretungen. Existierende betriebliche Strukturen sind in das Betriebliche Gesundheitsmanagement eingebunden (Arbeitsschutz und Arbeitsmedizin). Begleitend mit der Umsetzung und den Interventionen wird im Rahmen der Evaluation erneut analysiert, was sich durch die durchgeführten Maßnahmen verbessert hat: Wurden die Ziele erreicht? Ist der Krankenstand gesunken? Sind die Mitarbeiter motivierter und mit den Arbeitsbedingungen sowie dem Betriebsklima zufrieden? Ein kontinuierlicher Verbesserungsprozess (KVP) ist daher ebenfalls ein unverzichtbares Element des Betrieblichen Gesundheitsmanagements.

## Kommunikation im Betrieblichen Gesundheitsmanagement
Viele Unternehmen bieten ihren Mitarbeitern bereits eine Vielzahl an gesundheitsförderlichen Angeboten an. Doch nicht selten haben diese keinen Überblick über das Angebot und nutzen es deshalb nicht oder nur begrenzt.
Deshalb ist eine kontinuierliche Kommunikation im BGM unerlässlich. Getreu dem Motto Tue Gutes und rede darüber müssen die Arbeitnehmer im Rahmen der BGM-Kommunikation über aktuelle Angebote und Maßnahmen des Betrieblichen Gesundheitsmanagements informiert werden. Dies kann z. B. über unterschiedliche Kanäle, wie das Unternehmensmagazin, das Intranet, E-Mail-Verteiler, Poster oder Flyer-Aktionen geschehen. Deshalb ist es hilfreich im Rahmen der Planung eines BGM, ebenfalls ein Kommunikationskonzept zu entwickeln und genau zu planen:
- wann,
- welche Informationen
- von wem
- an wen veröffentlicht werden.

Eine gute Kommunikation unterstützt die Transparenz, steigert die Partizipation und sorgt für eine nachweislich bessere Teilnahme an gesundheitsförderlichen Angeboten. Darüber hinaus fördert sie die Sensibilität der Führungskräfte und baut Hemmnisse gegenüber BGM ab (z. B. fehlendes Wissen, fehlendes persönliches Engagement, fehlende Motivation der Belegschaft).
Unternehmen die bereits ein betriebliches Gesundheitsmanagement besitzen, nutzen dieses bewusst zur Mitarbeiterbindung und Fachkräftegewinnung. Erste Studien belegen die Wirkung von BGM auf die Firmenattraktivität. Somit geht die Kommunikation des Angebots häufig über die interne Werbung hinaus.

## Digitales Betriebliches Gesundheitsmanagement (dBGM)
Unter dem Begriff digitales Betriebliches Gesundheitsmanagement (dBGM) versteht man den Einsatz von digitalen Methoden, Instrumenten und Maßnahmen im Betrieblichen Gesundheitsmanagement von privaten und öffentlichen Einrichtungen. Dabei geht die Digitalisierung des Betrieblichen Gesundheitsmanagement mit den aufkommenden Herausforderungen einer zunehmend digitalisierten Arbeitswelt hervor. Neben neuen Aufgabenfeldern unterscheidet sich dBGM durch den Einsatz von OnlineCoaching, Gesundheitsplattformen, Employee Assistance Programs (EAP), BGM-Komplettsysteme, Gesundheits-Apps und Wearables vom klassischen Betrieblichen Gesundheitsmanagement.

## Akteure
Unternehmensleitung, Personalabteilung, Betriebsrat, Betriebsarzt, Schwerbehindertenvertretung und Fachkraft für Arbeitssicherheit sind wichtige Akteure innerhalb des Betriebes, die sich häufig im Rahmen einer BGM-Steuerungsgruppe organisieren. Vorübergehend kann externe Beratung und Unterstützung erforderlich sein, z. B. für die Implementierung des BGM in Form der DIN SPEC 91020 in das betriebliche Qualitätsmanagementsystem (nach ISO 9001), die Schulung der rechtlichen Rahmenbedingungen, für Führungskräftetrainings, -coaching. Zur Qualifizierung der Akteure siehe nächster Abschnitt Weiterbildung.

## Weiterbildung
Eine Ausbildung zum Betrieblichen Gesundheitsmanager qualifiziert zur Entwicklung und Einführung eines Betrieblichen Gesundheitsmanagements im Unternehmen. Hier gibt es zertifizierte Studiengänge mit Zertifikatsabschluss, Masterstudiengänge und Weiterbildungen. Weiterbildungen werden zum Beispiel vom Zentrum für wissenschaftliche Weiterbildung an der Universität Bielefeld oder von der Deutschen Hochschule für Prävention und Gesundheitsmanagement angeboten. An der Hochschule Magdeburg-Stendal kann man den Studiengang Gesundheitsförderung und -management belegen. Das Institut für Gesundheit und Management (IfG) bietet eine mehrstufige, durch den Bundesverband Betriebliches Gesundheitsmanagement (BBGM) zertifizierte, Weiterbildung zum Betrieblichen Gesundheitsmanager an. Diese richtet sich nach den Kriterien für eine geeignete Weiterbildung zur Fachkraft betriebliches Gesundheitsmanagement (BBGM) und Betriebliche/r Gesundheitsmanager/in (BBGM). Der Volkshochschulverband Baden-Württemberg bietet eine Weiterbildung zur ProSalutO-Prozessbegleitung an, welche dazu befähigt Betriebe bei der Einführung eines betrieblichen Gesundheitsmanagement professionell begleiten zu können. Die IHK Düsseldorf bietet in Kooperation mit der IST-Studieninstitut GmbH die berufsbegleitende Weiterbildung Betriebliches Gesundheitsmanagement (IHK) an. Die Weiterbildung zum Betrieblichen Gesundheitsmanager – TÜV der TÜV SÜD Akademie vermittelt Wissen aus den Bereichen Arbeits- und Gesundheitsschutz, Betriebliche Gesundheitsförderung, Unternehmensführung, Personalmanagement und interne Unternehmenskommunikation. Betriebliche Gesundheitsmanager können jedoch nicht die Fachaufgaben beispielsweise des Betriebsarztes im Rahmen des BGM oder des BEM übernehmen. Für die Interessenvertretungen werden Weiterbildungen von einer Vielzahl von spezialisierten Anbietern angeboten. Kernthema ist hier die Verbindung von rechtlichen Anforderungen an die Umsetzung des BGM (Arbeitsrecht, Datenschutz, Arbeitsschutz) mit den betrieblichen Rahmenbedingungen.
Laienhelfer und kollegiale Berater als erste niedrigschwellige Ansprechpartner für Probleme psychischer Gesundheit im Betrieb, in Behörden oder Hochschulen werden im Rahmen des internationalen Programms Mental Health Facilitator ausgebildet. Damit soll die hohe Hürde für die oft schambesetzte Inanspruchnahme von Hilfe gesenkt werden.

## Abschluss
- Bachelor of Arts Gesundheitsmanagement, Deutsche Hochschule für Prävention und Gesundheitsmanagement, Saarbrücken.
- Master of Arts Prävention und Gesundheitsmanagement, Deutsche Hochschule für Prävention und Gesundheitsmanagement, Saarbrücken.
- Betrieblicher Gesundheitsmanager – TÜV, Zertifikat der TÜV SÜD Akademie
- Studiengang Gesundheitspsychologie an der SRH Hochschule Heidelberg (Bachelor-Grundstudium Psychologie mit Anwendungsschwerpunkt im Bereich BGM/BGF im dritten Studienjahr)
- Studiengang Gesundheitsmanagement am Campus M21 in München in Kooperation mit der Staatlichen Hochschule Mittweida
- Studiengang Gesundheitsmanagement an der Hochschule Aalen (Bachelor und Master)
- Studiengang Bachelor of Arts in Business Administration – Betriebliches Gesundheitsmanagement und Prävention beim BGM Forum Schweiz in Kooperation mit der Steinbeis Hochschule
- Bachelor of Science in Health Communication, Universität Bielefeld
- Master of Workplace Health Management an der Universität Bielefeld
- Betriebliches Gesundheitsmanagement (IHK) am IST-Studieninstitut, Düsseldorf
- Betrieblicher Gesundheitsmanager (IHK) an der CARDEA Akademie für Gesundheitsberufe, Köln
- CAS Betriebliches Gesundheitsmanagement an der Fachhochschule Nordwestschweiz, Hochschule für Angewandte Psychologie in Olten
- Studiengang Gesundheitsförderung und -management an der Hochschule Magdeburg-Stendal
- Studiengang Integrative Gesundheitsförderung an der Hochschule Coburg
- Konfliktberatung in Organisationen bei EWALD & Partner mit Zertifikat der Universität Hamburg
- Gesundheitsmanagement an der Deutschen Hochschule für Prävention und Gesundheitsmanagement
- Studiengang Gesundheitsmanagement an der Hochschule Fulda
- Studiengang Gesundheitsmanagement an der Westsächsischen Hochschule Zwickau
- Studiengang Angewandte Gesundheitswissenschaften der Hochschule Furtwangen
- Studiengang Gesundheitsförderung der Pädagogischen Hochschule Schwäbisch Gmünd
- Studiengang Gesundheitspädagogik der Pädagogischen Hochschule in Freiburg
- Masterstudiengang Prävention und Gesundheitsförderung an der Europa-Universität Flensburg
- Masterstudiengang Gesundheitsfördernde Organisationsentwicklung an der Hochschule Magdeburg-Stendal
- Masterstudiengang Prävention, Sporttherapie und Gesundheitsmanagement an der IST-Hochschule für Management (auch als duales Studienmodell)
- Masterstudiengang Gesundheitsmanagement an der KMU Linz in Zusammenarbeit mit der Middlesex University London

## Zertifizierungen und Auszeichnungen
Eine allgemein verbindliche Zertifizierung für das Betriebliche Gesundheitsmanagement gibt es nicht. Es werden Spezifikationen angeboten, die Unternehmen einen standardisierten Aufbau ihres betrieblichen Gesundheitsmanagements ermöglichen. Die Sinnhaftigkeit einer auf solchen Spezifikationen basierenden Zertifizierung von Gesundheitsmanagementsystemen wird kontrovers diskutiert.
Seit 2010 existiert der sogenannte Social Capital and Occupational Health Standard (SCOHS). Es handelt sich um einen Anforderungskatalog, mit dessen Hilfe ein standardisiertes BGM in Unternehmen aufgebaut werden kann. Hinter der Entwicklung dieses Standards stehen Badura und ein Team aus Wissenschaftlern, Beratern, Vertretern der Industrie und Zertifizierungsunternehmen. Der SCOHS ist an die Norm DIN EN ISO 9001:2008 angelehnt und ist integrierbar in bestehende Managementsysteme.
Im Juli 2012 wurde eine von verschiedenen Unternehmen nach dem PAS-Verfahren entwickelte Spezifikation DIN SPEC 91020 „Betriebliches Gesundheitsmanagement“ publiziert.
Darüber hinaus gibt es noch weitere Anbieter, die Zertifizierungen oder auch Auszeichnungen anbieten, unter anderem den Corporate Health Award, eine gemeinsame Initiative der Verlagsgruppe Handelsblatt, der TÜV SÜD Akademie, der ias-Gruppe und des Marktforschungsinstituts EuPD Research Sustainable Management. Diese Auszeichnung bewertet und würdigt Unternehmensleistungen im Bereich des betrieblichen Gesundheitsmanagements und der betrieblichen Gesundheitsförderung. Auch andere Preise wie der n-tv-Mittelstandspreis beziehen Erfolge im Betrieblichen Gesundheitsmanagement in die Bewertung mit ein.

## Praxisbeispiel
Ein gelungenes Vorhaben ist die Initiative Fit im Forst, ein von den niedersächsischen Landesforsten zusammen mit dem Institut für Sportwissenschaften der Georg-August-Universität Göttingen initiiertes Programm des Gesundheitsmanagements, das sich zum erfolgreichsten Programm für hart körperlich arbeitende Menschen entwickelt hat. Die ca. 550 Forstwirte (Waldarbeiter), verteilt auf 24 Forstämter in ganz Niedersachsen, trainieren jeweils einmal in der Woche gemeinsam im Forstamtsbezirk. Die Hälfte des Trainings ist Arbeitszeit, die andere Hälfte Freizeit der Forstwirte. Arnd Krüger und Andree Niklas entwickelten ein Core-Training-Programm, bei dem die bei Waldarbeit unvermeidbare muskuläre Dysbalance ausgeglichen wird. Nach einem Probedurchgang in fünf Forstämtern, wurde das Programm flächendeckend eingeführt. Das Programm wird von der AOK Niedersachsen und der Deutschen Rentenversicherung Braunschweig-Hannover gefördert. Es wurde mit dem ‚Personalmanagement-Award 2011 für Demografiemanagement‘ und 2012 mit dem ‚Human Resources Award für innovatives betriebliches Gesundheitsmanagement des Deutschen Verbandes für Gesundheitssport und Sporttherapie‘ im Rahmen des Fraunhofer Innovationsforums ausgezeichnet.

## Organisationen und Verbände
Der Bundesverband Betriebliches Gesundheitsmanagement e. V. [BBGM] wurde 2011 als Fachverband gegründet. Er soll Unternehmen und betrieblichen Gesundheitsmanagern Orientierungshilfe bei der Einführung eines betrieblichen Gesundheitsmanagements bieten und will den Erfahrungsaustausch zwischen den Unternehmen fördern. Langfristig will der Verband qualitative Standards und das erfolgreiche Zusammenwirken der BGM-Träger sicherstellen.